# Văn Bình
Văn Bình là một xã thuộc huyện Thường Tín, thành phố Hà Nội, Việt Nam.
Xã Văn Bình có diện tích 5,23 km², dân số năm 2021 là 11.836 người, mật độ dân số đạt 2.263 người/km², đa số là người Kinh.
Xã Văn Bình nằm sát trung tâm huyện Thường Tín, phía Bắc giáp xã Nhị Khê và Duyên Thái, phía Đông giáp xã Liên Phương, phía Tây giáp xã Hòa Bình, xã Văn Phú và thị trấn Thường Tín, phía Nam giáp xã Hà Hồi.
Xã Văn Bình hiện nay gồm ba thôn: Văn Giáp, Văn Hội, Bình Vọng. Trước Cách mạng tháng Tám, năm 1945, các thôn thuộc xã Văn Bình ngày nay là các xã: Văn Giáp, Văn Hội thuộc tổng Thượng Cung; xã Bình Vọng thuộc tổng Hà Hồi, tỉnh Hà Đông. Tháng 4/1946, hai xã Văn Giáp, Văn Hội hợp nhất thành xã Giáp Hội. Năm 1948, các xã Giáp Hội, Bình Vọng, Bạch Liên, Phương Quế hợp nhất thành xã Cộng Hòa. Năm 1949, xã Cộng Hòa đổi tên thành xã Bạch Đằng.
Cuối năm 1956, bước vào giai đoạn sửa sai cải cách ruộng đất, xã Bạch Đằng tách thành hai xã: Bạch Đằng và Liên Phương. Xã Bạch Đằng gồm ba thôn: Văn Giáp, Văn Hội, Bình Vọng. Năm 1971 xã Bạch Đằng đổi tên thành xã Văn Bình.
Xã nằm sát Quốc lộ 1, đường sắt Bắc – Nam, đường cao tốc Pháp Vân – Cầu Giẽ. Đường tỉnh lộ 427 (đường 71 cũ) đi qua địa bàn phía nam xã, nối đường 22 phía tây huyện với đường 1A, đường cao tốc Pháp Vân – Cầu Giẽ và đường thủy sông Hồng Hà Nội  - Nam Định. Văn Bình liền kề các nhà ga, bến xe (ga tàu hỏa Thường Tín, bến xe khách Thường Tín) rất thuận lợi cho giao lưu kinh tế - xã hội.
Người dân Văn Bình sống chủ yếu bằng nghề nông, giỏi trồng lúa, rau màu, chăn nuôi gia súc, gia cầm, thủy sản. Ngoài ra, ở Văn Bình còn sớm phát triển nghề thủ công, buôn bán nhỏ. Vào thế kỷ XVI, Bình Vọng nổi tiếng là đất tổ nghề sơn thếp, do tiến sĩ Trần Lư truyền dạy cho dân. Xã có chợ Bằng và chợ Nội. Cơ cấu kinh tế hiện nay: Giá trị sản xuất nông nghiệp chiếm tỷ trọng 13,7%; giá trị thương mại – dịch vụ chiếm 86,3%.
Xã có 04 di tích cấp Quốc gia, gồm: Chùa làng Văn Giáp được công nhận năm 1991; Chùa làng Văn Hội được công nhận năm 1993; đình làng Bình Vọng, chùa làng Bình Vọng được công nhận năm 1999.

Danh nhân cóTrần Lư đỗ tiến sĩ năm 1493; Nguyễn Hữu Đăng đỗ tiến sĩ năm 1667; Nguyễn Tuyền đỗ tiến sĩ năm 1718; Trần Trọng Liêu đỗ tiến sĩ năm 1733; Lê Nguyễn Thường đỗ tiến sĩ năm 1772; Lê Tông Quang đỗ tiến sĩ năm 1822; Nguyễn Tông đỗ tiến sĩ năm 1829; Nguyễn Hinh đỗ tiến sĩ năm 1848; Đinh Doãn Tín đỗ tiến sĩ năm 1568; Nguyễn Nhữ đỗ tiến sĩ năm 1586.

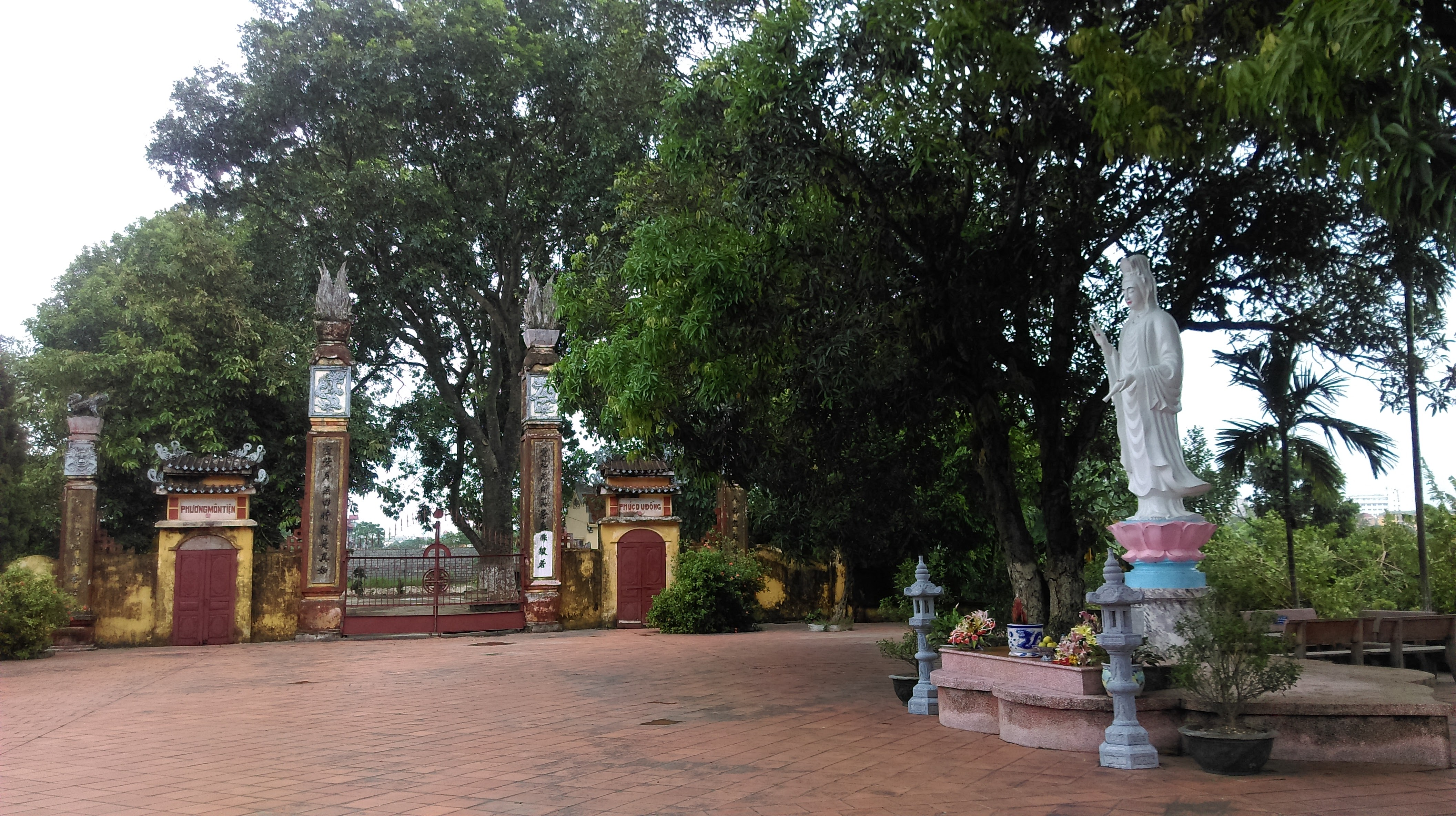
Chùa Pháp Vân